# Перля, Ионель
Ионель Пе́рля (рум. Ionel Perlea; 13 декабря 1900, Ограда — 29 июля 1970, Нью-Йорк) — композитор, дирижёр и музыкальный педагог румынского происхождения.

## Биография

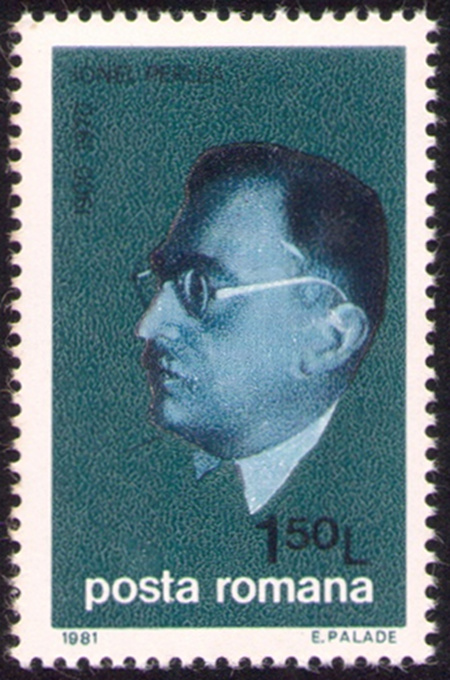
Ионель Пе́рля на почтовой марке Румынии 1981 г.

Родился в семье румына и немки. После смерти отца семья переехала в Германию. Учился в консерваториях Лейпцига и Мюнхена.
Дебютировал в 1919 году, дирижируя на концерте в Бухаресте. Работал репетитором в Лейпциге (1922—1923) и Ростоке (1923—1925). Дебют в опере состоялся в Клуж-Напоке в 1927 году, где он дирижировал «Аидой».
В 1928—1934 годах — дирижёр Национального театра в Бухаресте. В 1934—1944 годах — музыкальный директор этого театра. Руководил премьерами в Румынии опер «Нюрнбергские мейстерзингеры» Р. Вагнера и «Кавалер розы» Р. Штрауса.
Выступал в Вене, Штутгарте, Бреслау, Берлине и Париже («Опера-Комик»).
В 1944 году он и его жена были арестованы в Вене, когда они направлялись в Париж и до конца Второй мировой войны содержались под арестом.
После войны И. Пе́рля жил, в основном, в Италии, работал в «Ла Скала» в Милане (1947—1952). В Италии дирижировал на премьерах нескольких опер, таких как «Каприччио» в Генуе, «Мазепа», «Орлеанская дева» во Флоренции. В течение сезона 1949—1950 г. был приглашённым дирижёром в «Метрополитен-опера», дирижировал операми «Тристан и Изольда», «Риголетто», «Травиата» и «Кармен» .
После инсульта, перенесенного в 1957 году, использовал только левую руку.
С 1952 по 1969 год преподавал в Манхэттенской музыкальной школе .

## Избранные постановки
- «Аида» (1927),
- «Кавалер роз» Р. Штрауса (1929),
- «Кармен» (1938);
- «Самсон и Далила» Сен-Санса,
- «Так поступают все» Моцарта,
- «Орфей и Эвридика» Глюка,
- «Травиата»,
- «Борис Годунов» (1947);
- «Саломея» Р. Штрауса,
- «Вертер» (1948);
- «Фиделио» Бетховена,
- «Тристан и Изольда» Вагнера (1949),
- «Риголетто» (1950).